# Дарец
Дарец е бивше село в област Кърджали.
Първоначално селото е населено от юруци, откъдето идва и първото му име – Юрюк. Към Освобождението вече се нарича Юглюк, а на 14 август 1934 г. е преименувано на Дарец, когато селото има 309 жители в 70 домакинства. През 1935 в селото е образуван клон на Дружество „Червен кръст", който е възобновен на 26 май 1940. С указ 183 от 14 май 1957 г., заедно със селата Зорница, Крояци и Петлите, Дарец е заличено поради изселване на населението, тъй като селото попада в чашата на язовир „Студен кладенец“.
До заличаването си, селото е административен център на община Дарец, включваща селата Дарец, Зорница, Крояци и Петлите. Църквата „Св. Богородица“ в селото е построена през 1848 г., изографисана е през 1854 г. и е разрушена през 1955 г.
| Година  | Брой жители |
| ------- | ----------- |
| 1926 г. | 266 души    |
| 1934 г. | 309 души    |
| 1946 г. | 272 души    |
| 1956 г. | 33 души     |

| Година  | Брой жители |
| ------- | ----------- |
| 1926 г. | 1872 души   |
| 1934 г. | 1944 души   |
| 1946 г. | 2048 души   |
| 1956 г. | 504 души    |

## Галерия
- Изглед от Дарец, 1952 г. Източник: ДА „Архиви“.
- Църквата в селото, 1950 г. Източник: ДА „Архиви“.